# Tivadar Kosztka Csontváry

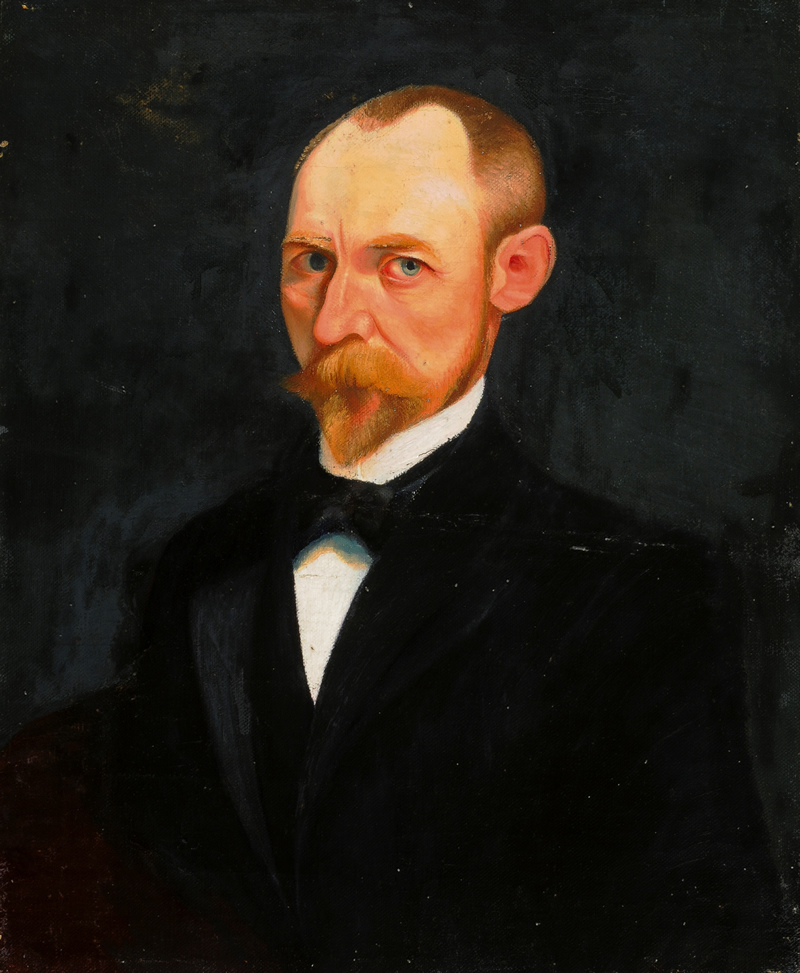
Selbstporträt, Öl auf Leinwand ca. 1893, Bestand Ungarische Nationalgalerie Budapest

Tivadar Kosztka Csontváry [ˈtivɒdɒr ˈkostkɒ ˈʧontvaːri] (* 5. Juli 1853 in Kisszeben, Königreich Ungarn; † 20. Juni 1919 in Budapest; wirklicher Name Mihály Tivadar Kosztka, Künstlername Csontváry) war ein ungarischer Maler, der figurative Bilder in expressiver Farbigkeit malte.

## Leben
Von Beruf Apotheker, wurde er, einer inneren Eingebung folgend, erst im Alter von 41 Jahren Maler. Er bereiste Länder wie Palästina, den Libanon, Sizilien, Griechenland, Bosnien und Ägypten, von wo er eine Vielzahl von Eindrücken mitbrachte, die er für seine Bilder, insbesondere von Landschaften, künstlerisch verarbeitete. Er gilt nicht eigentlich als naiver Maler, da er, trotz naiver Anklänge, seine Malerei in Ausdruck und Komposition zu hoher Meisterschaft entwickelte. Einige seiner Bilder haben monumentale Formate von bis zu 4 mal 7 Metern und werden dem Expressionismus zugerechnet, enthalten aber auch Elemente des Post-Impressionismus.
Seine ersten Ölbilder datieren von 1894. Mit fortschreitendem Alter litt Csontváry unter latenter Schizophrenie, seine Schaffensphase war daher kurz und endete 1910, nach 16 Jahren. Viele Maler, die von seiner Kunst Kenntnis erlangten, u. a. Picasso, zollten ihm große Anerkennung. Dennoch starb er verarmt und vereinsamt.

## Rezeption
Am 15. Dezember 2006 wurde das zum damaligen Zeitpunkt teuerste Gemälde von Csontváry in einer Auktion der Budapester Galerie Kieselbach an einen unbekannten Käufer für mehr als eine Million Euro verkauft. Das Ölbild stammt aus dem Jahr 1902 und trägt den Titel „Das Treffen der Geliebten“ (ungar.: „Randevú“).
Eine große Zahl von Csontvárys Bildern ist heute im Csontváry-Museum in Pécs zu sehen.

## Galerie

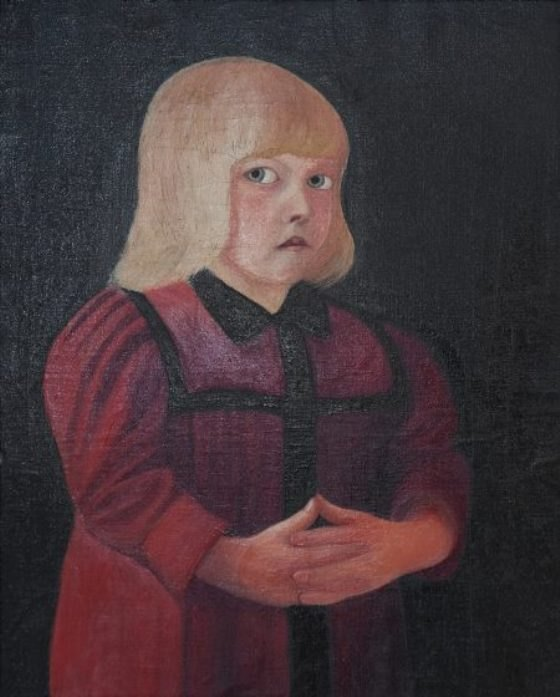
„Kind in rotem Kleid“ (ungar.: Piros ruhás gyermek), Öl auf Karton, ca. 1894, Privatsammlung
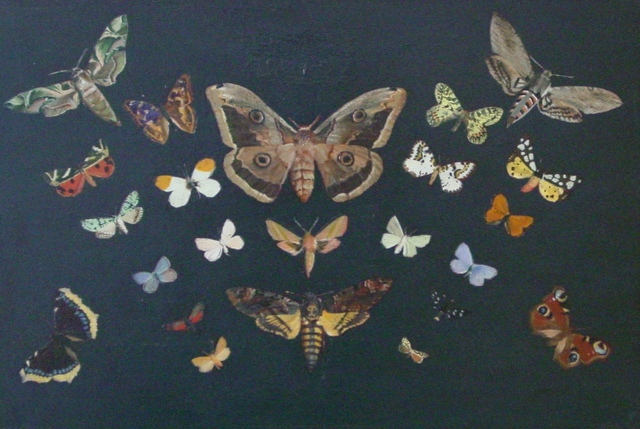
„Schmetterlinge“ (ungar.: Pillangók), Öl auf Karton, 1893
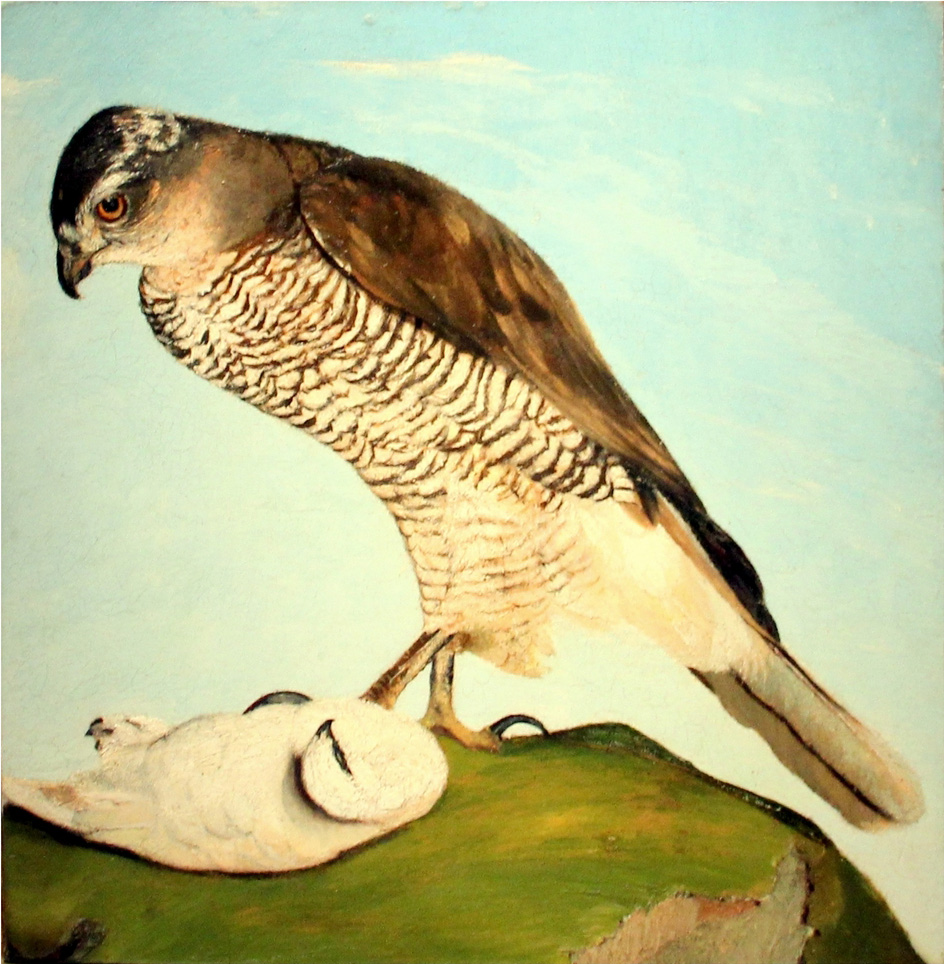
„Der Habicht und das Schneehuhn“ (ungar.: Héja hófajddal), Öl auf Karton, 1893,  Bestand Csontváry Múzeum, Pécs
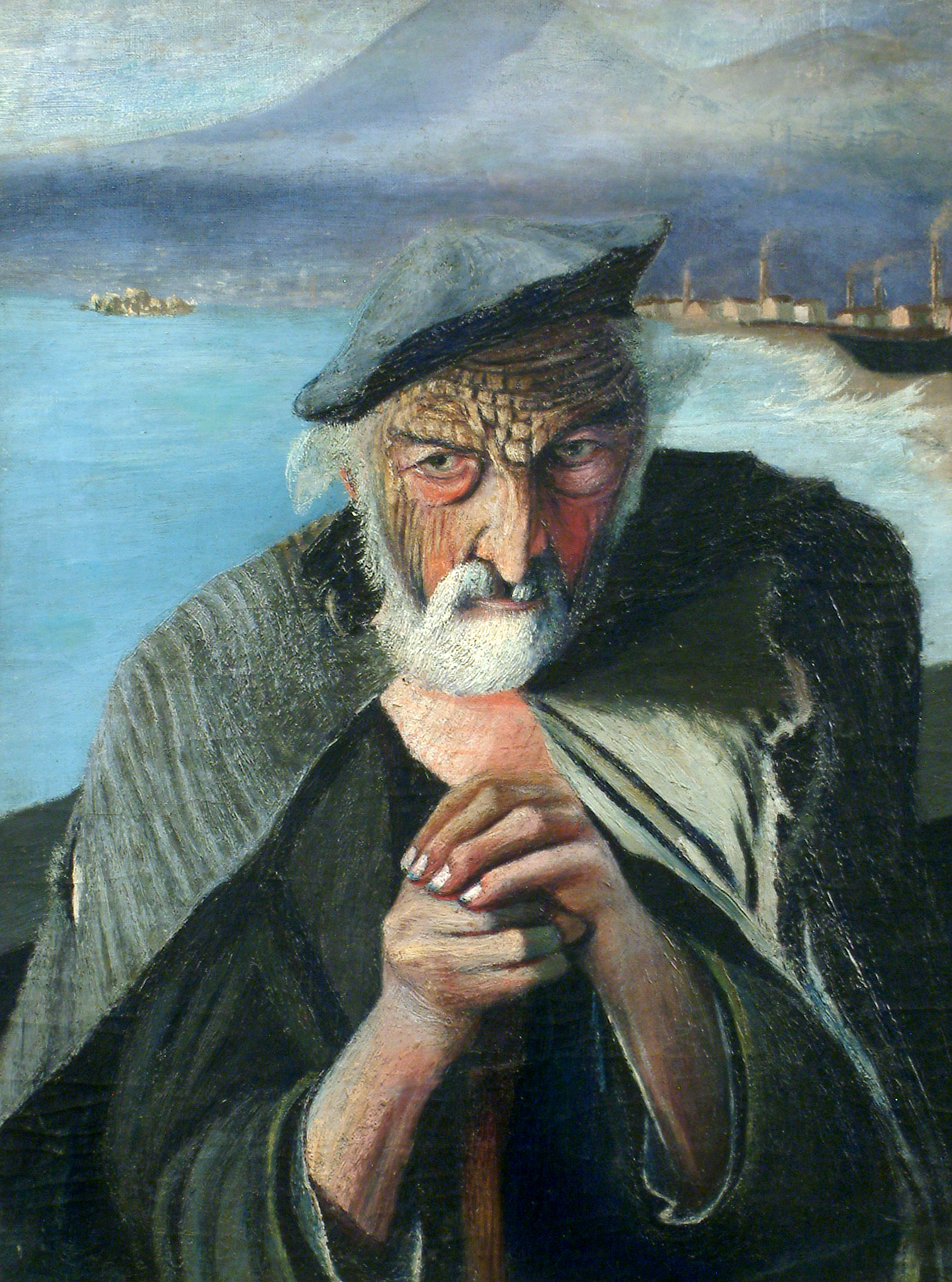
„Alter Fischer“, Öl auf Leinwand, 1902, Bestand Ottó Herman-Museum, Miskolc
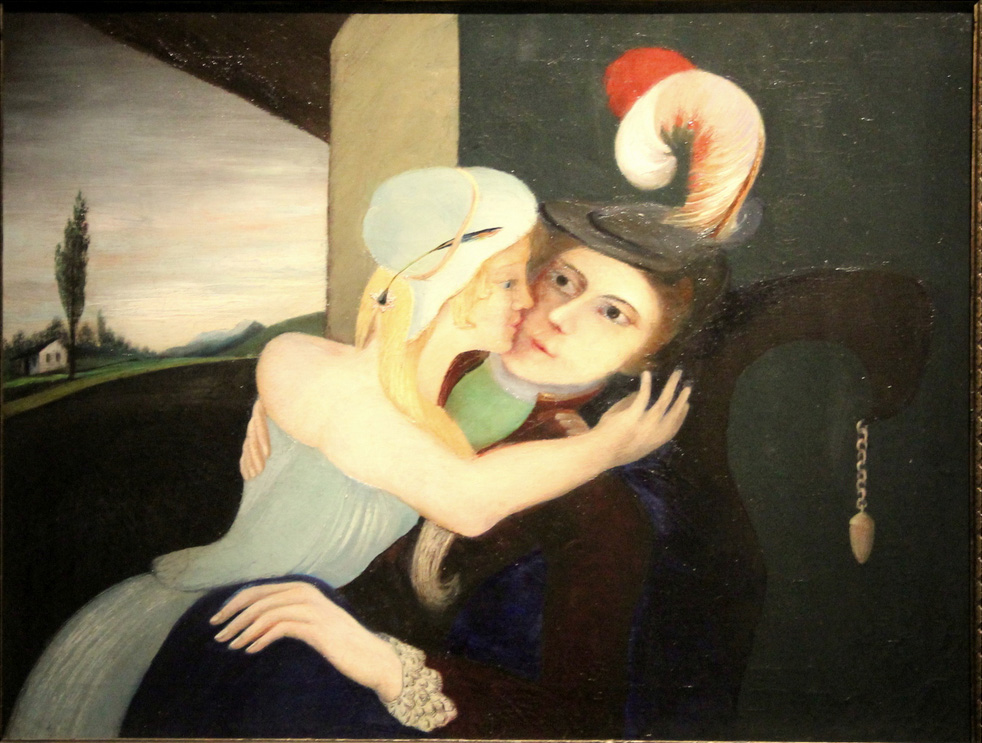
„Liebespaar“ (ungar.: Szerelmespár), Öl auf Leinwand, 1902
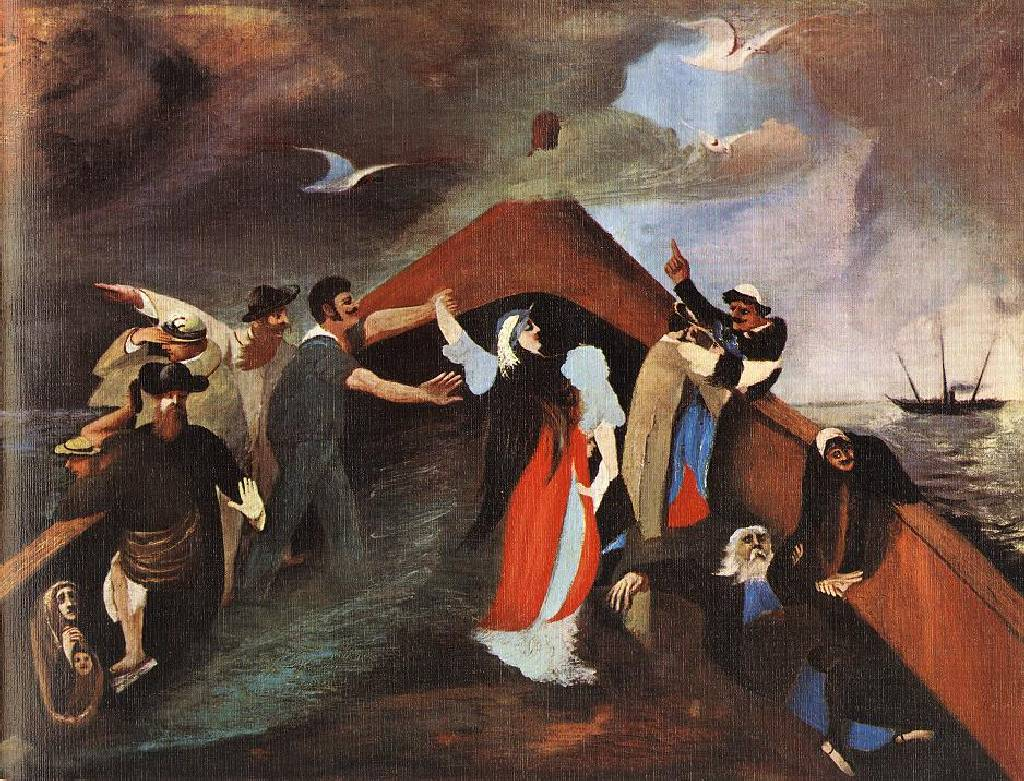
„Schiffbruch“ (ungar.: Hajótörés), Öl auf Leinwand, 1903, Privatsammlung
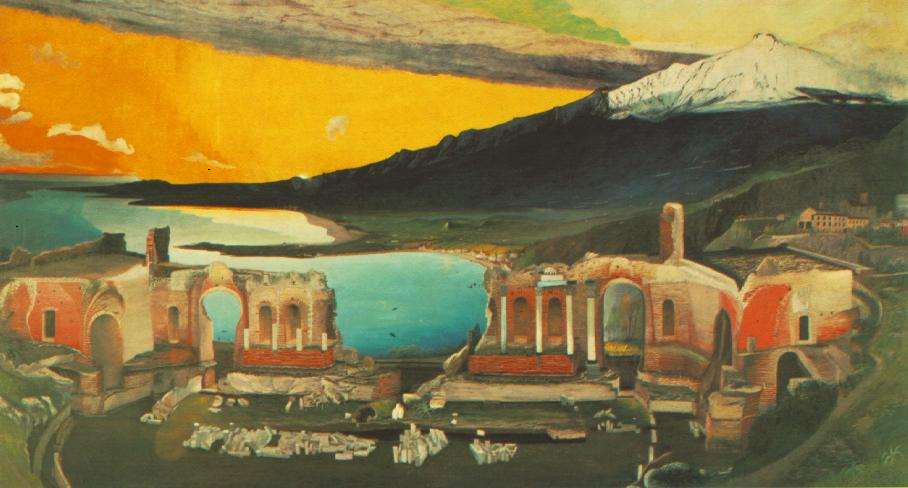
„Ruinen des griechischen Theaters in Taormina“ (ungar.: A taorminai görög színház romjai), Öl auf Karton, 1904/05, Bestand Csontváry Múzeum, Pécs
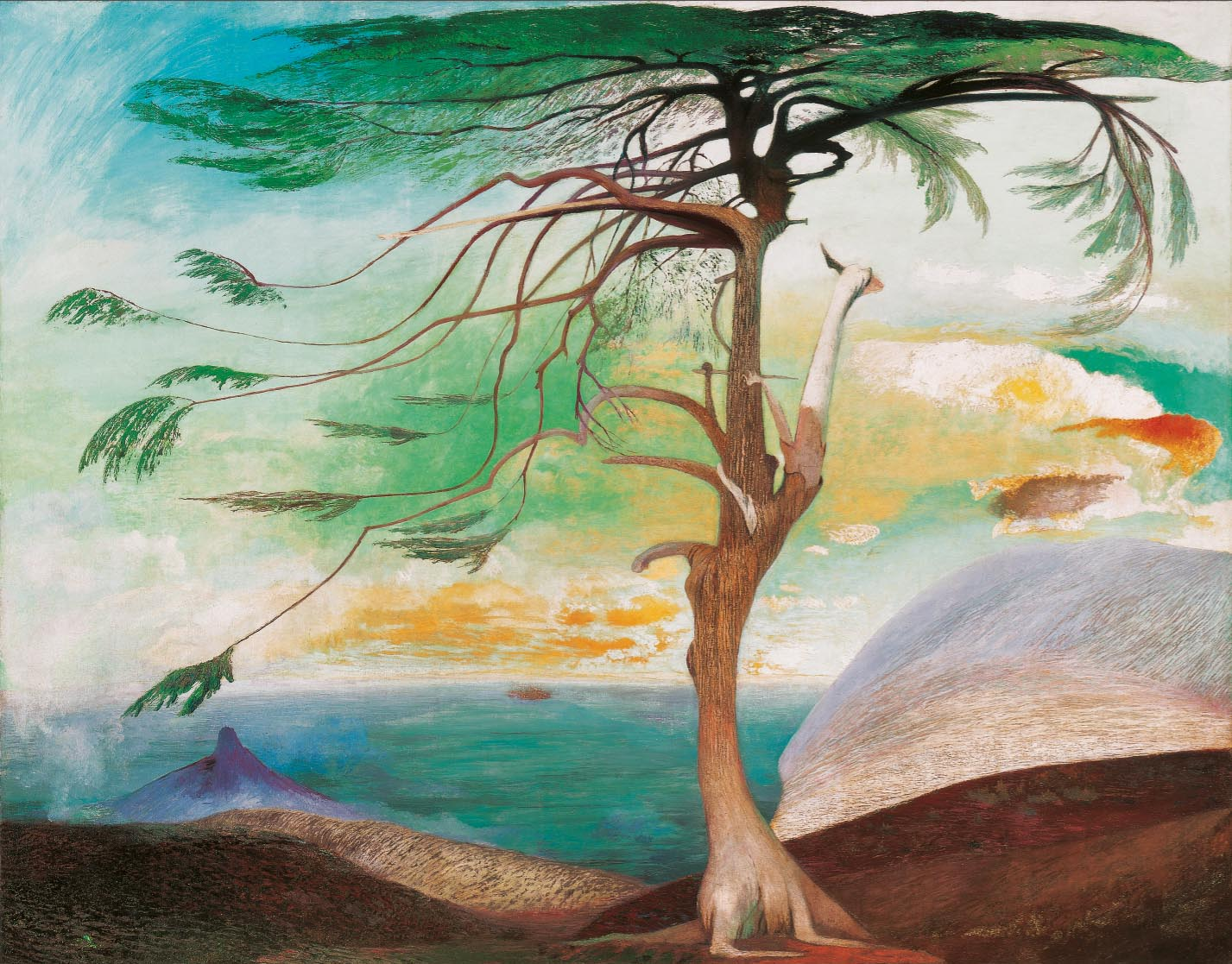
„Die einsame Zeder“ (ungar.: Cskt-maganyos cedrus), Öl auf Leinwand, 1907, Bestand Csontváry Múzeum, Pécs